# Mussula
Luiz de Matos Luchesi mais conhecido como Mussula (Belo Horizonte, 14 de agosto de 1938 — Belo Horizonte, 20 de novembro de 2018) é um ex-futebolista e ex-treinador brasileiro que atuou como goleiro. Mussula defendeu por 168 jogos a camisa do Atlético Mineiro.

## Biografia
Luiz de Matos Luchesi, o ex-goleiro Mussula, nasceu em Belo Horizonte em 14 de agosto de 1938. Passou por Renascença, Villa Nova, América e Cruzeiro antes de chegar ao Atlético, onde atuou em 168 jogos e sofreu 156 gols.
Após encerrar a carreira, não se desligou do Galo, do qual foi funcionário por mais de 30 anos.
Treinou o alvinegro de Belo Horizonte na conquista do título mineiro de 1983. No total, comandou o clube em 121 jogos.
Também dirigiu o Villa Nova. 
Mussula defendeu a Seleção Brasileira em uma partida o fato se deu em 19 de dezembro de 1968, quando o Brasil venceu a Iugoslávia por 3–2. vestiu a camisa celeste em 126 jogos sofrendo 142 gols.

## Morte
Morreu em 20 de novembro de 2018.